# إلفيس فيشر
إلفيس فيشر (بالإنجليزية: Elvis Fisher)‏ هو لاعب كرة قدم أمريكية أمريكي، ولد في 25 أكتوبر 1988.